# Acclaim Studios Salt Lake City
Acclaim Studios Salt Lake City est un studio de développement de jeux vidéo fondé en 1984 à Salt Lake City et disparu en 2002.

## Historique
L'entreprise est lancée en 1984 sous le nom Sculptured Software, puis est racheté par Acclaim Entertainment en 1995. Elle est renommée Iguana West en 1997 puis Acclaim Studios Salt Lake City en 1999 et ferme en 2002.

## Ludographie
1985
- Beach Head
- Beach Head II: The Dictator Strikes Back
- Raid Over Moscow

1986
- Kikstart
- L.A. SWAT
- Ninja
- Raid Over Moscow
- Speed King
- Vegas Jackpot

1987
- Panther
- Intergalactic Cage Match
- Patton Versus Rommel

1988
- Destroyer
- Jack Nicklaus' Greatest 18 Holes of Major Championship Golf
- Mario Bros. (Atari 8-bit)
- S.D.I.

1989
- BMX Air Master
- Where in the World is Carmen Sandiego? (Amiga)

1990
- Fatal Run (Atari 2600, Atari 7800)

1991
- Day Dreamin' Davey
- Eliminator Boat Duel (NES)
- Metal Mech (NES)
- Monopoly (NES)
- Pac-Mania (Mega Drive)
- Robin des Bois, prince des voleurs (NES)
- Roger Clemens' MVP Baseball (NES)
- T&C Surf Designs: Thrilla's Surfari (NES)
- Tecmo Bowl (Game Boy)

1992
- NCAA Basketball (SNES)[2]
- Captain Novolin (SNES)
- Clue (Mega Drive, SNES)
- Jack Nicklaus Golf & Course Design: Signature Edition (IBM PC, Amiga)
- Kingdom Crusade (Game Boy)
- Monopoly (Mega Drive, SNES)
- The Simpsons: Bart's Nightmare (SNES)
- Stanley: The Search for Dr. Livingston (NES)
- Star Wars: The Empire Strikes Back
- Super Star Wars (SNES)
- WWF Super WrestleMania (Mega Drive, SNES)
- WWF Superstars 2 (Game Boy)
- WWF WrestleMania: Steel Cage Challenge (NES)

1993
- Tony Meola's Sidekicks Soccer (SNES)
- Boxing Legends of the Ring (Mega Drive, SNES)
- Chavez 2 (Mega Drive)
- Mortal Kombat (SNES)
- NHL Stanley Cup (SNES)
- Super Star Wars: The Empire Strikes Back (SNES)
- The Simpsons: Bart's Nightmare (Mega Drive)
- WWF Royal Rumble (Mega Drive, SNES)

1994
- Mortal Kombat II (SNES)
- Risk (Mega Drive)
- Virtual Bart (Mega Drive, SNES)
- SeaQuest DSV (Mega Drive, SNES)
- The Punisher (Mega Drive)
- Super Star Wars: Return of the Jedi (SNES)
- The Ren & Stimpy Show: Time Warp (SNES)
- WWF Raw (Mega Drive, 32X, SNES, Game Boy)

1995
- Chavez 2 (SNES)
- Dirt Trax FX (SNES)
- Looney Tunes B-Ball (SNES)
- Mortal Kombat 3 (Mega Drive, SNES, PC)
- WWF WrestleMania: The Arcade Game (Mega Drive, 32X, Sega Saturn, PlayStation, SNES)

1996
- Doom (SNES)
- Space Jam (PC, Sega Saturn, PlayStation)
- Ultimate Mortal Kombat 3 (Mega Drive, SNES)
- WWF In Your House (DOS, Sega Saturn, PlayStation)
- NBA Jam Extreme (PlayStation)

1997
- NBA Jam Extreme (Windows)
- NHL Breakaway '98 (Nintendo 64, PlayStation)

1998
- WWF War Zone (PlayStation) – (July 29) (Nintendo 64)
- NHL Breakaway '99 (Nintendo 64, Windows)
- NBA Jam '99 (Nintendo 64)

1999
- WWF Attitude (Nintendo 64, PlayStation)
- NBA Jam 2000 (Nintendo 64)

2000
- ECW Hardcore Revolution (Nintendo 64, PlayStation)
- Jeremy McGrath Supercross 2000 (Nintendo 64, PlayStation, Dreamcast)
- ECW Anarchy Rulz (PlayStatio, Dreamcast)

2001
- Jeremy McGrath Supercross World (PlayStation 2)
- Legends of Wrestling (PlayStation 2)

2002
- Jeremy McGrath Supercross World (GameCube)
- Legends of Wrestling (GameCube, Xbox)
- Legends of Wrestling II (GameCube, PlayStation 2, Xbox)